# Occidryas bakeri
Occidryas bakeri är en fjärilsart som beskrevs av Don B. Stallings och Turner 1945. Occidryas bakeri ingår i släktet Occidryas och familjen praktfjärilar. Inga underarter finns listade i Catalogue of Life.